# Powiat ostrowiecki

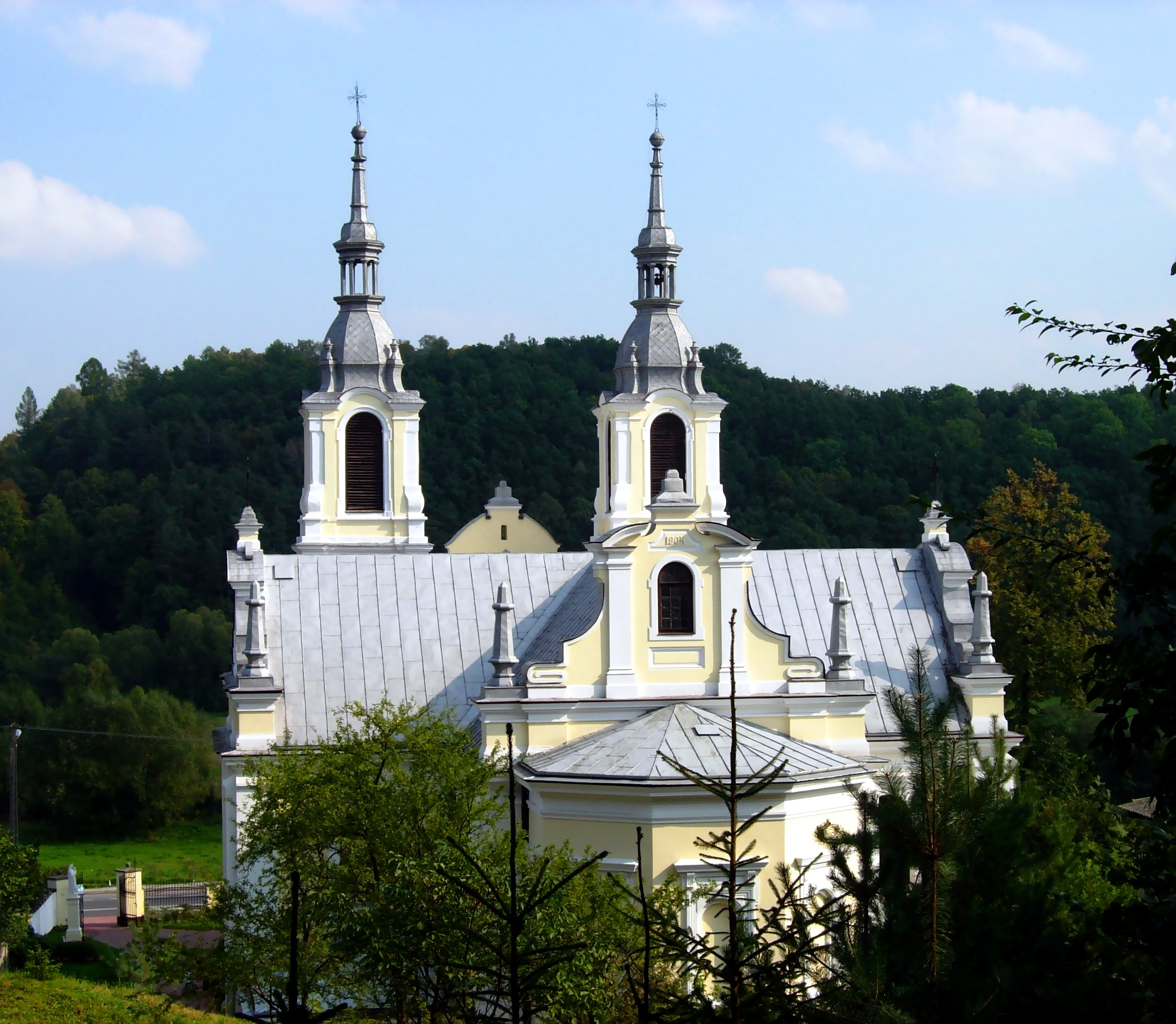
Kościół w Bałtowie

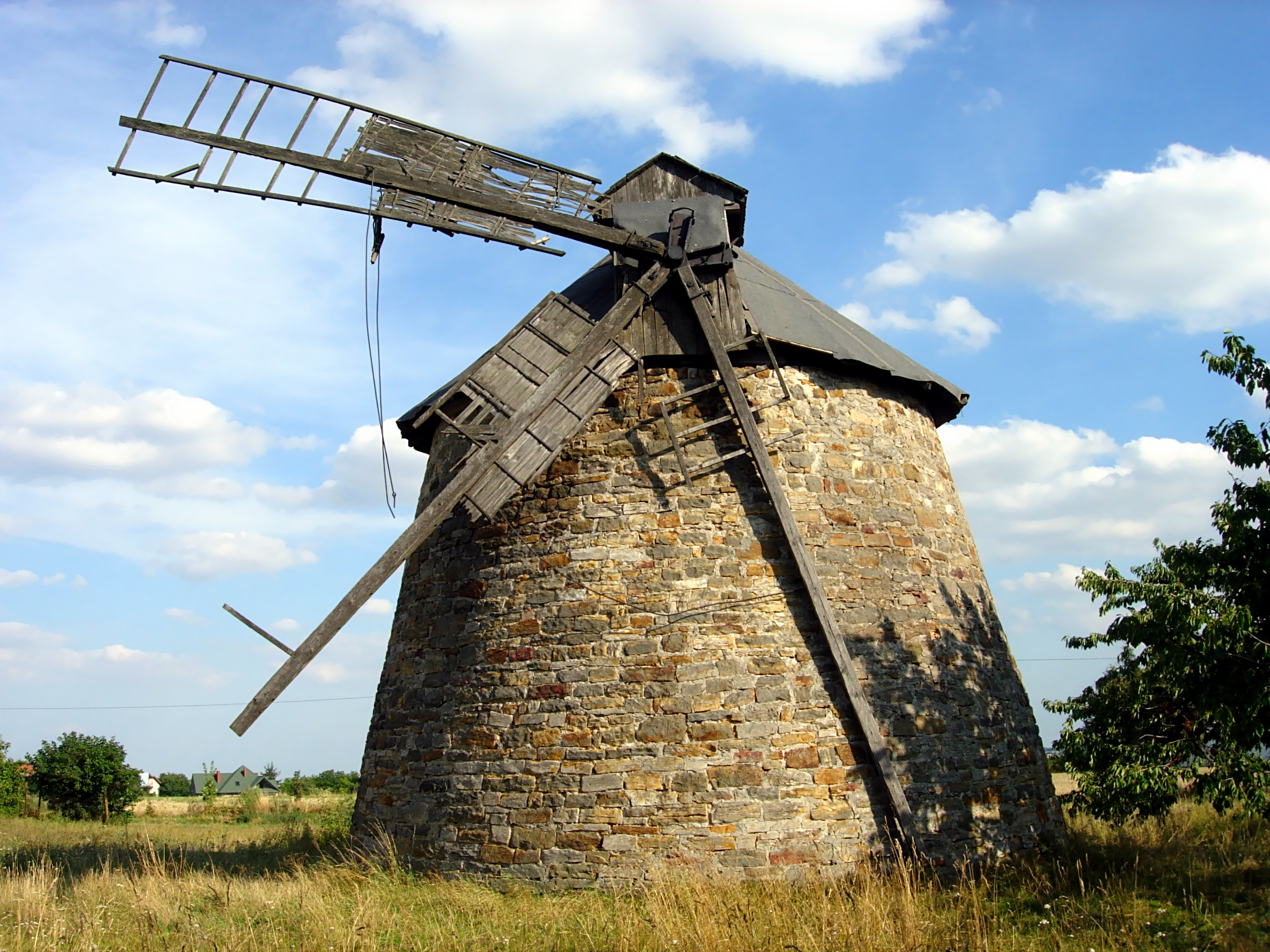
Wiatrak w Szwarszowicach

Powiat ostrowiecki – powiat w Polsce (województwo świętokrzyskie), utworzony w 1999 roku w ramach reformy administracyjnej. Jego siedzibą jest miasto Ostrowiec Świętokrzyski.
W skład powiatu wchodzą:
- gminy miejskie: Ostrowiec Świętokrzyski
- gminy miejsko-wiejskie: Ćmielów, Kunów
- gminy wiejskie: Bałtów, Bodzechów, Waśniów
- miasta: Ostrowiec Świętokrzyski, Ćmielów, Kunów

Powiat ostrowiecki graniczy z trzema powiatami województwa świętokrzyskiego: opatowskim, kieleckim i starachowickim oraz z jednym powiatem województwa mazowieckiego: lipskim.
Według danych z 31 grudnia 2019 roku powiat zamieszkiwały 108 964 osoby. Natomiast według danych z 30 czerwca 2020 roku powiat zamieszkiwało 108 436 osób.

## Gminy
Liczba ludności i powierzchnia gmin według stanu na 31 grudnia 2010 r.
| Gmina                            | Ludność       | Powierzchnia           |
| -------------------------------- | ------------- | ---------------------- |
| Ostrowiec Świętokrzyski (miasto) | 71 959        | 46,43 km²              |
| Kunów (w tym miasto)             | 9 913 (3 040) | 113,56 km² (7,26 km²)  |
| Ćmielów (w tym miasto)           | 7 669 (3 176) | 117,91 km² (13,34 km²) |
| Bodzechów                        | 13 580        | 122,19 km²             |
| Waśniów                          | 7 023         | 111,62 km²             |
| Bałtów                           | 3 881         | 105,10 km²             |
| Razem                            | 114 025       | 616,81 km²             |

## Demografia

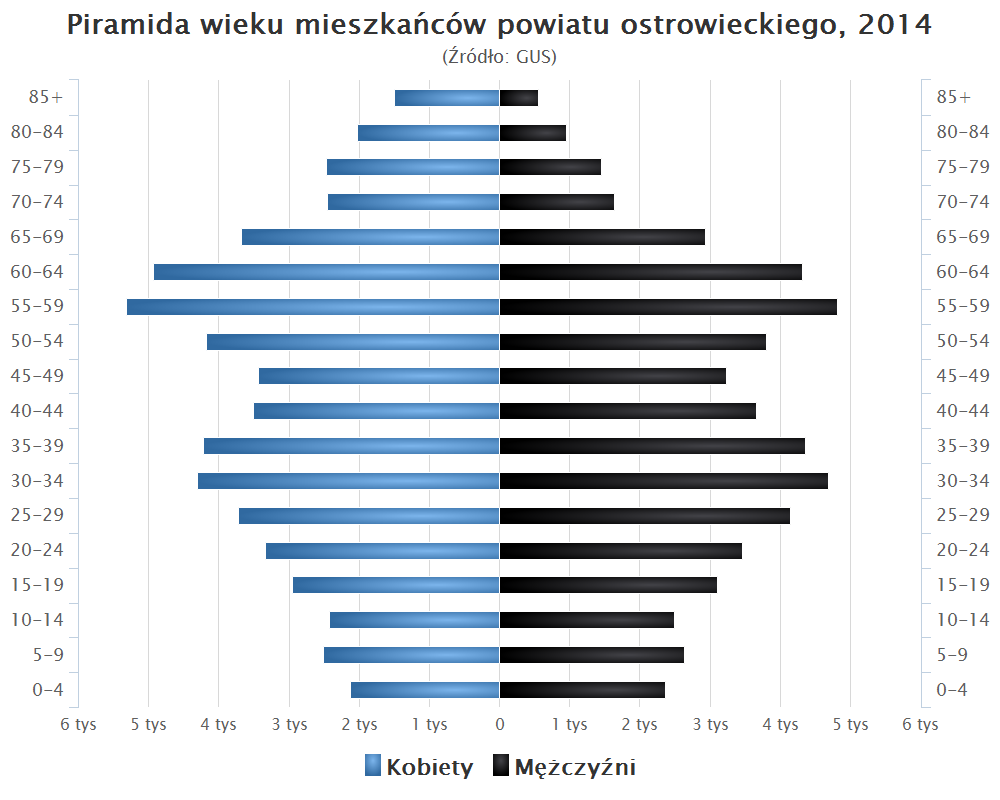
Piramida wieku mieszkańców powiatu ostrowieckiego w 2014 roku

Liczba ludności (dane z 31 grudnia 2010):
|        | Ogółem  | Ogółem | Kobiety | Kobiety | Mężczyźni | Mężczyźni |
| osób   | %       | osób   | %       | osób    | %         |           |
| ------ | ------- | ------ | ------- | ------- | --------- | --------- |
| Ogółem | 114 025 | 100    | 59 365  | 52,06   | 54 660    | 47,94     |
| Miasto | 78 175  | 68,56  | 41 101  | 36,05   | 37 074    | 32,51     |
| Wieś   | 35 850  | 31,44  | 18 264  | 16,02   | 17 586    | 15,42     |

▶Wieś vs ▶miasto
Ogółem (▶k, ▶m)
Miasto (▶k, ▶m)
Wieś (▶k, ▶m)

## Ważniejsze zabytki i atrakcje turystyczne

### Atrakcje turystyczne
- neolityczna kopalnia krzemienia pasiastego w Krzemionkach
- Bałtowski Park Jurajski i Zwierzyniec Bałtowski w Bałtowie

### Zamki i pałace
- ruiny zamku Szydłowieckich w Ćmielowie
- klasycystyczny pałac Druckich-Lubeckich w Bałtowie
- pałac Wielopolskich w Częstocicach, dzielnicy Ostrowca
- ruiny zamku w Podgrodziu
- pałac myśliwski Wielopolskich w Ostrowcu Świętokrzyskim

### Kościoły
- Kościół pw. Jana Chrzciciela w Grzegorzowicach z romańską rotundą
- Barokowy kościół pw. św. Mikołaja w Szewnie
- Kościół pw. św. Wojciecha w Mominie
- Kościół pw. Wniebowzięcia Najświętszej Maryi Panny w Ćmielowie
- Późnorenesansowy kościół pw. Świętych Piotra i Pawła w Waśniowie
- Kościół pw. św. Władysława w Kunowie
- Kolegiata pw. św. Michała Archanioła w Ostrowcu Świętokrzyskim
- Barokowy kościół pw. św. Stanisława w Denkowie, dzielnicy Ostrowca
- Drewniany kościół pw. św. Zofii w Bodzechowie
- Kościół pw. św. Barbary w Mychowie
- Drewniany kościół pw. Najświętszego Serca Jezusowego w Ostrowcu
- Drewniany kościół pw. Zaślubin Najświętszej Maryi Panny w Rudzie Kościelnej
- Kościół pw. Matki Boskiej Bolesnej w Bałtowie

### Kaplice
- gotycka kaplica z 1430 r. w dawnej wsi Kaplica
- kaplica pw. Zesłania Ducha Świętego na Górze Witosławskiej

### Zabytki techniki i przemysłu
- ruiny walcowni z pierwszej połowy XIX wieku w Nietulisku Dużym
- wiatrak holenderski z XIX wieku w Szwarszowicach